# Lettre sur la tolérance
 (mai 2018).
- Si vous ne connaissez pas le sujet, laissez ce bandeau (vous pouvez alors contacter les auteurs).
- Si vous supprimez le contenu mis en cause (vous pouvez préalablement contacter les auteurs),

argumentez précisément cette suppression dans la page de discussion
(un manque de référence n'est pas un argument ; une recherche réelle de référence doit avoir été effectuée, être formellement documentée).

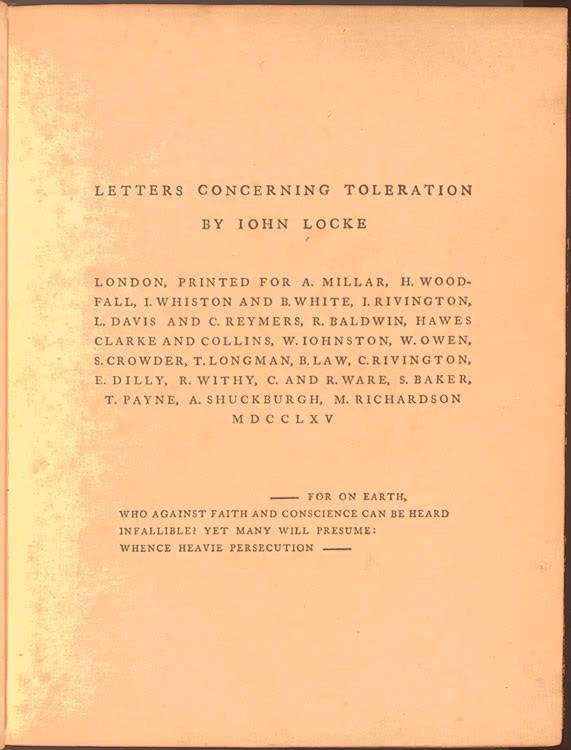
Première page de l'édition de 1765

La Lettre sur la tolérance est un essai du philosophe anglais John Locke, rédigé en 1686 et publié pour la première fois en 1689. Il fut publié, sans nom d'auteur, en latin, à Gouda, et traduit immédiatement dans plusieurs langues.

## Présentation
Cette « lettre » est adressée à un « monsieur » — il s'agit en réalité d'un ami proche de John Locke, Philipp van Limborch, qui la publia sans son autorisation. Locke y défend un nouveau rapport entre religion et gouvernement. Locke, un des fondateurs de l'empirisme, développe ainsi une philosophie contraire à celle exprimée par Thomas Hobbes dans son livre Leviathan, dans la mesure où il défend notamment la tolérance religieuse pour certaines confessions chrétiennes. Sa lettre fut publiée dans un contexte où régnait la peur que le catholicisme puisse s'imposer en Angleterre ; la tolérance est la réponse que Locke propose alors au problème religieux. 
À l'inverse de Hobbes qui considérait qu'avoir une unique religion était une condition nécessaire pour une société efficace, Locke considère que la multiplicité des religions est un moyen de prévenir les troubles dans la société. Il considère ainsi que les troubles dans la société naissent de la volonté étatique d'empêcher l'exercice de différentes religions, là où il serait préférable de les tolérer. Par là, Locke entend distinguer « ce qui regarde le gouvernement civil, de ce qui appartient à la religion, et de marquer les justes bornes qui séparent les droits de l'un et ceux de l'autre ». Il considère que le gouvernement et l'Église remplissent des fonctions différentes et ne doivent donc pas être mélangés.
Pour Locke, le seul moyen pour une Église de convertir des fidèles est par la conversion sincère et non par la force. Le gouvernement ne doit pas se mêler du salut des âmes. Pour appuyer sa thèse, Locke avance trois arguments : 
- les individus ne peuvent pas déléguer à l'État le soin de s'occuper de leur âme ;
- l'exercice de la force ne peut pas contraindre les âmes, juste amener à l'obéissance ;
- même si la coercition pouvait persuader quelqu'un de quelque chose, Dieu ne force pas les individus contre leur volonté.

La tolérance de Locke rencontre deux limites, la première avec les athées, sur qui les engagements qui sont la base de toute société n'auraient aucun effet. Il écrit ainsi : « ceux qui nient l'existence d'un Dieu, ne doivent pas être tolérés, parce que les promesses, les contrats, les serments et la bonne foi, qui sont les principaux liens de la société civile, ne sauraient engager un athée à tenir sa parole ». La seconde limite est celle des Catholiques, qui se mettraient donc sous les ordres d'un autre prince en obéissant au Pape. 
La tolérance est un élément central de la philosophie politique de Locke. Par conséquent, seule une Église qui prêche la tolérance peut être autorisée dans une telle société.